# NGC 4777

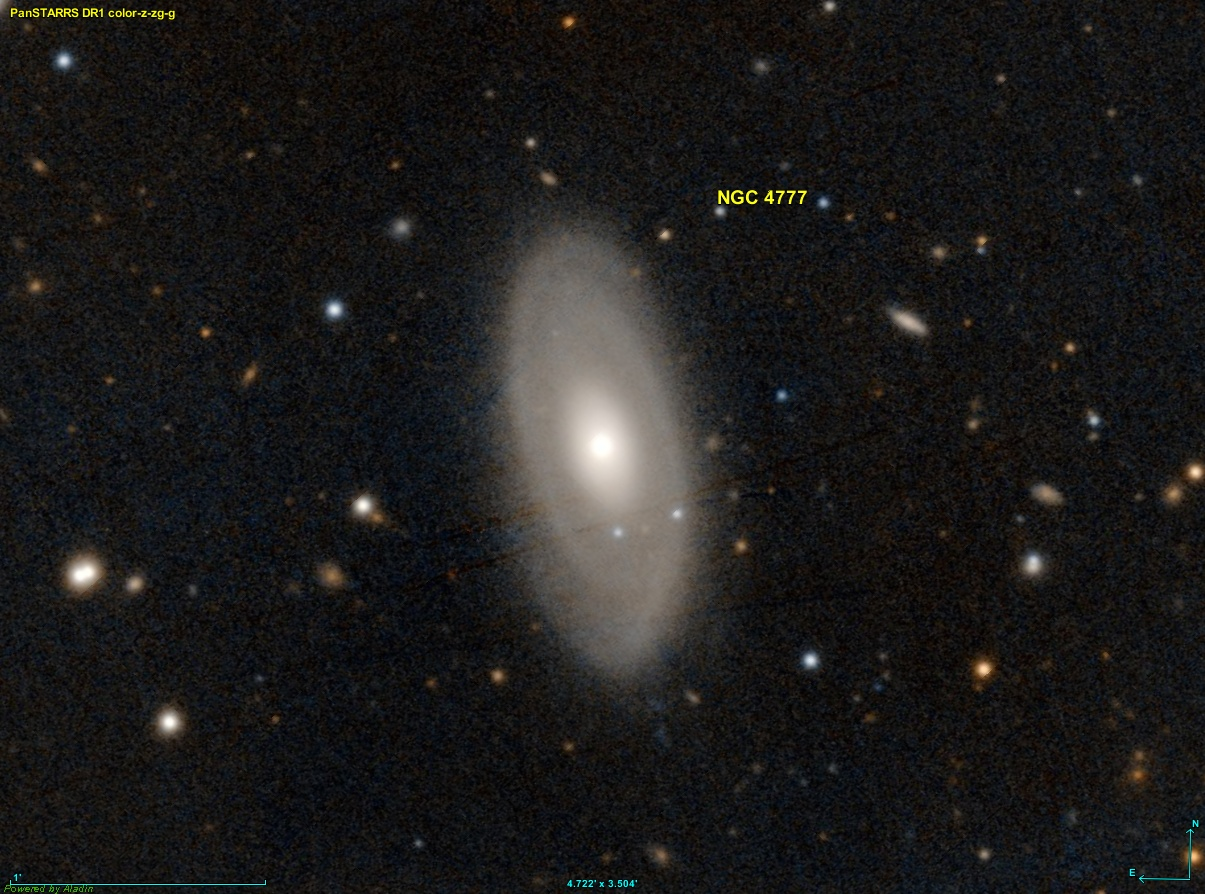
Galaktyka spiralna NGC 4777

NGC 4777 (również PGC 43852) – galaktyka spiralna (Sa), znajdująca się w gwiazdozbiorze Panny. Odkrył ją William Herschel 3 marca 1786 roku.